# 馬場義博
馬場 義博（ばば よしひろ、1941年8月29日 - ）は、日本の化学者・生命科学者。大阪工業大学名誉教授。理学博士（大阪市立大学）。日本熱測定学会会計元幹事。
専門は、有機合成化学・物理化学/物質科学・高分子化学、生化学/医化学・生命科学。

## 略歴
1965年大阪市立大学理学部化学科卒業。1967年同大学（現：大阪公立大学）大学院理学研究科化学専攻修士課程修了、のちに理学博士（大阪市立大学）。大阪市立衛生研究所研究員などを経て、1971年大阪工業大学工学部講師。1976年同学部助教授を経て、1986年大阪工業大学工学部応用化学科教授。2006年同大学名誉教授。
大阪工業大学工学部で35年の長きに渡り教鞭を執り、影本彰弘と共に有機合成化学・物理化学および生化学/医化学・生命科学（のちの生命工学）の研究推進に貢献した。
主な所属学会は、日本化学会、アメリカ化学会、日本生物物理学会、日本熱測定学会、高分子学会。
主な著書は、物質科学の基礎(共著、東京教学社2004）、生命科学のための物理化学（共著、培風館1988）など。

## 主な研究
- 示差熱分析法によるセルロース誘導体水溶液の相平衡
- 導電性ポリペプチドの分子設計
- 合成生体高分子溶液の熱的性質に関する研究
- 成分比の異なったコラーゲンのヘリックス・コイル転移 - 和歌山県立医科大学との共同研究[4]
- ヘモグロビン分子の会合熱に関する研究
- 複製におよぼす抗がん剤および突然変異剤の効果